# NGC 778
NGC 778 est une galaxie spirale intermédiaire située dans la constellation du Triangle. NGC 778 a été découverte par l'astronome américain Truman Safford en 1866.

## Caractéristiques
Sa vitesse par rapport au fond diffus cosmologique est de 5 176 ± 34 km/s, ce qui correspond à une distance de Hubble de 76,3 ± 5,4 Mpc (∼249 millions d'al). 
Wolfgang Steinicke et la base de données NASA/IPAC classent cette galaxie comme une lenticulaire, mais l'image du relevé SDSS montre nettement la présence d'au moins deux bras spiraux. Le classement de spirale intermédiaire (SAB) par le professeur Seligman correspond mieux à la réalité.